# Lon Chaney Jr.
Lon Chaney Jr., właśc. Creighton Tull Chaney (ur. 10 lutego 1906 w Oklahoma City, zm. 12 lipca 1973 w San Clemente, Kalifornia) – amerykański aktor filmowy i telewizyjny, znany głównie z ról potworów. Syn Lona Chaneya, słynnego aktora filmu niemego.

## Zarys biografii
Urodził się w Oklahamie. Jego rodzice rozwiedli się w 1913. Młody Creigthon mieszkał u różnych rodzin i uczył się w wielu szkołach z internatem. Zasłynął tytułową rolą w filmie Wilkołak. Jako wilkołak wystąpił w wielu filmach, m.in. Frankenstein spotyka Człowieka Wilka, Dom Frankensteina, Dom Draculi i Abbott i Costello spotykają Frankensteina. Ponadto zagrał Frankensteina (monstrum) w filmie Duch Frankensteina oraz mumię w obrazach: Grobowiec mumii, Duch mumii i Klątwa mumii. W filmie Syn Draculi wystąpił także w roli wampira. Większość jego bogatego dorobku aktorskiego to role ludzi. Grywał (głównie role drugoplanowe lub epizody) w filmach obyczajowych (np. Myszy i ludzie), westernach (np. W samo południe) i komediach. Swoją ostatnią rolę zagrał w 1971 w obrazie Dracula vs. Frankenstein.
Zmarł 12 lipca 1973 w kalifornijskim San Clemente. Miał dwóch synów. Jego wnuk, Ron Chaney, jest popularyzatorem aktorskiej rodziny Chaneyów i jej artystycznych dokonań.

## Filmografia wybrana
- 1939: Myszy i ludzie (Of Mice and Men) jako Lennie Small
- 1941: Man Made Monster jako Dan McCormic
- 1941: Wilkołak (The Wolf Man) jako Larry Talbot / wilkołak
- 1942: Grobowiec mumii (The Mummy’s Tomb) jako Kharis
- 1942: Duch Frankensteina (The Ghost of Frankenstein) jako potwór Frankensteina
- 1943: Calling Dr. Death jako dr Mark Steel
- 1943: Syn Draculi (Son of Dracula) jako Count Alucard
- 1943: Frankenstein spotyka Człowieka Wilka (Frankenstein Meets the Wolf Man) jako Lawrence Stewart Talbot / Wilkołak
- 1944: Cobra Woman jako Hava
- 1944: Weird Woman jako profesor Norman Reed
- 1944: Duch mumii (The Mummy’s Ghost) jako Kharis
- 1944: Dom Frankensteina (House of Frankenstein) jako Daniel
- 1944: Klątwa mumii (The Mummy’s Curse) jako Kharis, mumia
- 1945: The Frozen Ghost jako Alex Gregor
- 1945: Dom Draculi (House of Dracula) jako Lawrence Talbot
- 1945: Pillow of Death jako Wayne Fletcher
- 1945: Strange Confession jako Jeffrey Carter
- 1948: Abbott i Costello spotykają Frankensteina (Bud Abbott, Lou Costello Meet Frankenstein) jako Larry Tarbot/wilkołak
- 1952: The Black Castle jako Gargon
- 1952: W samo południe (High Noon) jako Martin Howe, były szeryf
- 1955: Indiański wojownik (The Indian Fighter) jako Chivington
- 1958: Ucieczka w kajdanach (The Defiant Ones) jako Big Sam
- 1959: Ludzie aligatory (The Alligator People) jako Manon
- 1963: Nawiedzony pałac (The Haunted Palace) jako Simon Orne
- 1967: Witajcie w Ciężkich Czasach (Welcome to Hard Times) jako Avery
- 1971: Dracula kontra Frankenstein (Dracula vs. Frankenstein) jako Groton